# Ruellia sanguinea
Ruellia sanguinea là một loài thực vật có hoa trong họ Ô rô. Loài này được Griseb. miêu tả khoa học đầu tiên năm 1879.